# Света Нина
Света Нина (груз. წმინდა ნინო, грч. Άγιη Νίνω; рођена 296, преминула 335) је хришћанска светитељка и просветитељка Грузије. Због своје улоге у покрштавању Грузина православна црква је поштује као равноапостолну. Она је рођака Светог Ђорђа великомученика и Јувенала, патријарха јерусалимског. Пошто су јој се и отац и мајка који су били племићи кападокијски замонашили, она је васпитана под надзором патријарха Јувенала. 
Када је чула за народ грузијски, девица Нина је одмалена желела да пође у Грузију и покрсти их. У хришћанској традицији помиње се да јој се јавила Пресвета Богородица и обећала јој да ће је одвести у ту земљу. И млада Нина је заиста отишла у Грузију где је за кратко време стекла велику љубав народа. Успела је да покрсти цара грузијског Миријана, његову супругу Нану и њиховог сина Бекара, који су после ревносно помагали Нинин мисионарски рад у Грузији. Нина је успела да за време живота прође целу Грузију и углавном да преведе сав народ у веру Христову, и то баш за време гоњења хришћана од стране цара Диоклецијана. 
Света Нина је преминула 335. године. Гроб јој се налази у Самтаврском храму. У хришћанској традицији помиње се да је чинила многа чуда и за живота и после смрти. 
Православна црква празнује Свету Нину 14. јануара по јулијанском, а 27. јануара по грегоријанском календару.